# Alternanthera polygonoides
Alternanthera polygonoides é uma espécie de planta herbácea da família Amaranthaceae. Nativa das Américas, é uma planta pioneira e ruderal, encontrada com frequência em áreas de vegetação aberta, solos arenosos e ambientes alterados pela ação humana.

## Características
Alternanthera polygonoides é uma planta herbácea perene de hábito prostrado, formando tapetes densos que podem se espalhar por uma área considerável. Seus caules são ramificados e enraízam nos nós que tocam o solo, facilitando sua expansão. As folhas são opostas, com formato que varia de elíptico a lanceolado, e são geralmente verdes. O que a distingue de outras espécies semelhantes são suas brácteas florais rígidas e pontiagudas, que dão às inflorescências uma textura espinhosa ao toque.
As flores são diminutas, de cor branca ou creme, agrupadas em inflorescências globosas (capítulos) que surgem nas axilas das folhas, sem pedúnculos (sésseis).

## Distribuição
A espécie é nativa das Américas, desde o sul dos Estados Unidos até a Argentina, e foi introduzida em diversas outras regiões tropicais do mundo, onde por vezes se torna invasora. No Brasil, A. polygonoides ocorre em todo o território nacional e em todos os biomas. No Maranhão, é uma planta comum, especialmente em áreas de Cerrado, vegetação de restinga e em ambientes antropizados, como pastagens e beiras de estrada.

## Cultivo e Cuidados
Por ser uma planta espontânea e de comportamento ruderal, Alternanthera polygonoides não é comumente utilizada em projetos de paisagismo, sendo mais vista como uma erva daninha. Seu crescimento é rápido e agressivo em condições favoráveis: pleno sol, solos arenosos e bem drenados. Não necessita de regas ou adubação para prosperar em ambientes para os quais está adaptada.

## Propagação
A reprodução de Alternanthera polygonoides ocorre tanto por sementes, que são dispersas pelo vento e pela água, quanto vegetativamente. Fragmentos do caule, mesmo pequenos, podem enraizar e dar origem a novas plantas, o que confere à espécie uma alta capacidade de colonização e resiliência.

## Usos Medicinais
Na medicina popular, a planta é conhecida como "apaga-fogo" e utilizada para tratar queimaduras e inflamações de pele. Também é empregada em chás como diurético e para aliviar problemas do trato urinário. No entanto, estes usos carecem de comprovação científica formal sobre sua eficácia e segurança.